# Mothers of the Disappeared
«Mothers of the Disappeared» (en español, «Madres de los desaparecidos») es una canción de la banda irlandesa de rock U2. Es la undécima y última pista de su álbum de 1987 The Joshua Tree. El cantante del grupo, Bono, se inspiró en sus experiencias propias en Nicaragua y El Salvador en julio de 1986 para escribir su letra, después de que U2 se comprometiera con Amnistía Internacional en el evento A Conspiracy of Hope Tour y que el cantante se informara sobre las Madres de Plaza de Mayo, un grupo de mujeres cuyos hijos han sido desaparecidos en el contexto de las dictadura militar de Argentina. Durante su visita a América Central se reunió con COMADRES, una organización similar cuyos hijos habían atravesado la misma situación en El Salvador. Bono sintió empatía por ambos grupos y quiso mostrar su apoyo hacia la causa.
La canción se compuso en guitarra acústica y la melodía proviene de una que Bono creó en Etiopía en 1985 para enseñar a los niños los cuidados básicos de higiene. La letra posee críticas implícitas a la presidencia de Ronald Reagan, por su posición respecto a estos dos regímenes sudamericanos que habían accedido al poder mediante golpes de estado, y por su apoyo económico al gobierno militar de El Salvador. Greg Garret, autor del libro We Get to Carry Each Other: The Gospel according to U2 y Lisa Hand, autora del artículo «Joshua Tree Blooms», publicado en el periódico Sunday Independent, interpretaron que su temática es un examen de las fallas y contradicciones en la política exterior de los Estados Unidos.
U2 tocó «Mothers of the Disappeared» siete veces en la gira de 1987 Joshua Tree Tour y consideró incluir el tema al final de la película de 1988 Rattle and Hum. La interpretaron en cuatro conciertos sudamericanos de la gira PopMart Tour de 1998 y las Madres subieron al escenario con los músicos en dos ocasiones, una de las cuales se retransmitió en la televisión chilena. Bono aprovechó la oportunidad para pedir a Augusto Pinochet que revelara a las Madres la localización de los cuerpos de sus hijos. La tocaron tres veces en la gira U2 360° Tour y una de ellas fue dedicada a Fehmi Tosun, un kurdo desaparecido forzosamente en Turquía en 1995. La crítica recibió favorablemente el tema y algunos lo describieron como «potente», «un tributo emotivo» y poseedor de «una belleza y tristeza increíbles». Bono regrabó el tema a capela en 1998 para el álbum ¡Ni un paso atrás!

## Proceso de creación y grabación
Las sesiones de grabación para The Joshua Tree comenzaron en enero de 1986 en Danesmoate House en Dublín (Irlanda) y continuaron durante todo el año. U2 interrumpió brevemente su trabajo en junio para unirse a la gira A Conspiracy of Hope, patrocinada por Amnistía Internacional. Tras el primer concierto, en San Francisco, Bono conoció a René Castro, un artista plástico de Chile. Castro fue torturado y encerrado dos años en un campo de concentración por la dictadura militar, ya que su arte criticaba al régimen de Augusto Pinochet, que tomó el poder por medio de un golpe de Estado en 1973. Castro enseñó a Bono un mural en el Mission District que representaba la situación que estaban atravesando Argentina y su país natal en aquel entonces. También supo sobre las Madres de Plaza de Mayo, un grupo de mujeres cuyos hijos fueron víctimas de la desaparición forzada durante la dictadura argentina. Los desaparecidos eran en su mayoría guerrilleros que se oponían al gobierno durante la guerra sucia y al golpe de Estado que permitió la instauración del régimen de Jorge Rafael Videla. Este grupo llevó adelante una campaña para encontrar información sobre el lugar donde estaban los cuerpos de sus hijos y las circunstancias de su muerte; en muchos casos, habían sido secuestrados, torturados y asesinados.
Inspirado en el mural, Bono paró de grabar hasta julio, y viajó a Nicaragua y El Salvador con su esposa, Alison Hewson, para conocer de primera mano el malestar de la clase obrera que sufrió conflictos políticos y la intervención del ejército estadounidense. Durante su estancia, trabajaron con el Central American Mission Partners (CAMP), una organización defensora de los derechos humanos y el desarrollo económico. En El Salvador, se reunieron con integrantes del Comité de Madres Monseñor Romero (COMADRES), una organización de mujeres cuyos hijos fueron desaparecidos por el gobierno del país durante la guerra civil debido su oposición al régimen imperante en aquel momento. Durante el viaje, Bono, Alison y un miembro del CAMP sufrieron un tiroteo de las tropas del gobierno cuando iban a prestar auxilio a un grupo de granjeros. Los disparos fueron una advertencia y, según el escritor John Luerssen, el incidente hizo que Bono se diera cuenta de que «no les importaba su incursión y podían matarlos si consideraban que estaban obligados a ello».
En 2006, Bono recordó otra experiencia que tuvo en El Salvador, donde vio un cadáver arrojado a la carretera desde una camioneta. Comentó al respecto: «La gente simplemente desaparecía. Si eras parte de la oposición, encontrarías una camioneta de vidrios polarizados estacionada en la puerta de tu casa. Si eso no te detenía, entonces venían y te mataban, sin un juicio previo». Bono comprendió la causa de las Madres y COMADRES y quiso rendirles un tributo. Sus experiencias en América Central inspiraron la letra de «Mothers of the Disappeared» y otro tema de The Joshua Tree, «Bullet the Blue Sky».
«Mothers of the Disappeared» fue creada y mezclada en la casa nueva de The Edge en Melbeach, que la banda utilizó como estudio. Bono compuso el tema con la guitarra acústica de su suegra y el baterista Larry Mullen Jr creó un loop para su instrumento que luego Brian Eno utilizó como sample durante la producción. La melodía proviene de una canción que Bono compuso en Etiopía en 1985 para enseñar a los niños los cuidados básicos de higiene. El productor Daniel Lanois fue quien más trabajó en la mezcla de la canción. Bono, con la intención de comparar el estudio en sí a un instrumento, describió la labor de Lanois como una «interpretación».
Al final de la letra de la canción y de los créditos de The Joshua Tree, U2 hizo incluir las direcciones de varias secciones de Amnistía Internacional con el compromiso de que los ingresos de la canción serían donados a la organización. En 1998, Bono regrabó la canción a capela en inglés y en español para el álbum ¡Ni un paso atrás!, junto con una recitación del poema «Mother of God» de William Butler Yeats. Este álbum fue ideado por las Madres en conmemoración de la desaparición de sus hijos. La canción también figuró en la película de 1999 20 años... 20 poemas... 20 artistas.

## Descripción y temática
| «Había una relación de amor y odio hacia Estados Unidos. Gran parte de ese álbum refleja los sentimientos de Bono regresando de El Salvador y la gira Conspiracy of Hope y viendo el lado brutal de la política exterior estadounidense». —Larry Mullen Jr. |

«Mothers of the Disappeared» dura 5:14 minutos y está compuesta en un compás de cuatro cuartos y en la tonalidad de la mayor. La canción comienza con el sonido de la lluvia golpeando un techo, que se funde los primeros catorce segundos con el bajo, tocado por Adam Clayton y un loop procesado de batería hecho por Mullen, que reverbera en el ambiente. Tras treinta y dos segundos, se puede escuchar un golpe de batería cada cuatro o cinco segundos. Cincuenta segundos más adelante, la batería comienza a ser más regular y la guitarra, tocada por The Edge, ingresa, acompañada por los sintetizadores, a cargo de Brian Eno. La primera estrofa comienza en el minuto 1:28 y su progresión armónica es de la5-mi5-fa♯ menor-re-la5, repetida en todas ellas. En el minuto 2:41 ingresa el teclado, tocado por Eno, y la canción sigue una progresión armónica de re-re5-la5, mientras que Bono canta en falsete. La segunda estrofa comienza en el minuto 3:01. Su letra finaliza en el 3:37 y la canción recupera la progresión armónica de re-re5-la5. Los acordes crecen en volumen hasta el minuto 4:33, donde comienza la coda; la parte de teclado se termina y la guitarra toca la nota la antes de que su sonido se funda en los próximos ocho segundos con el bajo. El sintetizador, la batería y el loop siguen hasta el final de la canción, y desaparecen gradualmente en los últimos treinta segundos.
Eno utilizó un piano como instrumento de percusión y mezcló el resultado con el loop de batería con un pedal de efectos PCM70 para crear un sonido que Clayton describió como «inquietante, extraño y tenebroso». Lanois afirmó que el procesamiento de la batería de Mullen, que acabó siendo un sonido similar a un zumbido, resultó ser la columna vertebral y la personalidad de la canción. Clayton lo describió como lo que «evoca aquella oscuridad siniestra de los escuadrones de la muerte». Colm O'Hare de Hot Press consideró que fue «el elemento sónico clave» porque evoca «un sentido abstracto de la maldad y el pánico».

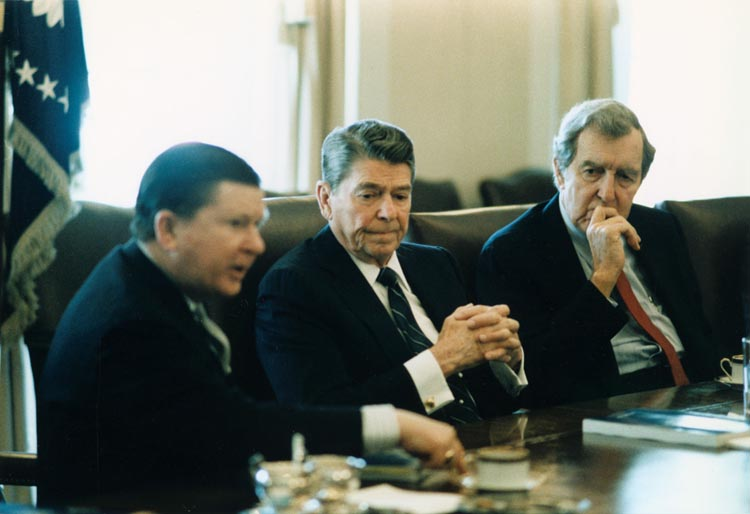
El apoyo de Ronald Reagan hacia los gobiernos militares en América Central y del Sur es un tema mencionado en la canción.

En diciembre de 1986, Bono afirmó que tenía una relación bipolar con Estados Unidos y que esto influyó sobre su forma de trabajar en el álbum. Sobre su encuentro con COMADRES en El Salvador y el impacto de esto en la canción, comentó: «No tengo dudas de que la presidencia de Ronald Reagan apoyó al régimen que cometió esas atrocidades. Dudo que la gente de Estados Unidos siquiera tenga conciencia de esto. No pretendo convencerlos, contarles dónde están o abrir sus ojos de forma drástica, pero me afecta a mí, a las letras que escribo y a la música que componemos». En 2007, Clayton comentó: «Mirábamos a Estados Unidos con una lente europea en una época en la que Gran Bretaña estaba gobernada por Margaret Thatcher, quien hizo que los mineros quebraran, [...] así que estábamos cantando desde la misma partitura que The Clash, pero más focalizados en la injusticia dentro y fuera de los Estados Unidos». Afirmó que «"Mothers of the Disappeared" no solo era un reflejo de lo que pasó bajo la dictadura militar en Chile, sino que también [lo era] de los Estados Unidos, que apoyaron dicho gobierno» y describió la letra de Bono como «prehistórica», ya que «se conecta con algo muy primitivo».
Greg Garrett, profesor inglés de la Baylor University, vio la canción como un intento de «[responder] a deseos crecientes de hacer justicia y llamar la atención sobre las fallas estadounidenses en dicha cuestión»; además, afirmó que los regímenes de Sudamérica recibieron el apoyo de Estados Unidos por sus posturas anticomunistas, si bien sus tácticas se oponían a valores democráticos de los que «Estados Unidos se jacta de ser campeón del mundo». Lisa Hand de Sunday Independent comentó la influencia del tema de Estados Unidos: «No se limita a la música, sino que se extiende a la letra. Sin embargo, lejos de ser un tributo a los carteles llenos de estrellas, los versos reflejan las mentiras políticas y ambigüedades que existen en Estados Unidos. “Mothers of the Disappeared” y “Bullet the Blue Sky” tienen una mirada dura acerca de la intervención [del país] en Sudamérica». Richard Harrington de The Washington Post describió la canción como «simplemente un lamento de gran belleza y tristeza que suplica que las batallas ideológicas de derecha e izquierda no eclipsen el asunto más importante de lo que es correcto e incorrecto». El escritor David Kootnikoff la describió como un «[retrato] del sueño americano podrido».

## Interpretaciones en directo

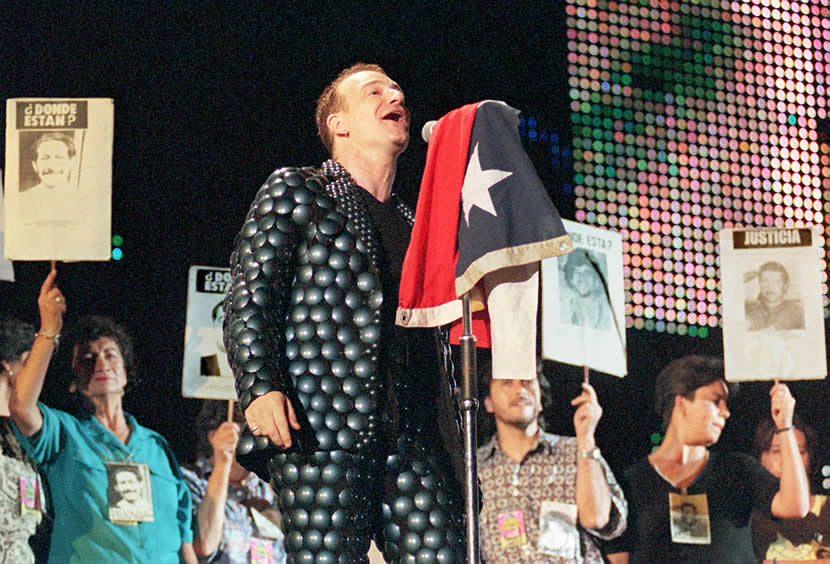
Las Madres subieron al escenario durante un concierto de la banda en Santiago de Chile.

U2 interpretó por primera vez «Mothers of the Disappeared» el 14 de abril de 1987 en San Diego, en la primera etapa de su gira Joshua Tree Tour, donde cerró el concierto con esta canción en vez de con «40». Se tocó tres veces más en la manga, dos para abrir un segmento de encore y una vez para finalizar el programa principal. U2 la reutilizó siete meses más tarde en la tercera sección de la gira, en el encore de los cuatro últimos conciertos.
Las dos últimas interpretaciones en Tempe (Arizona), el 19 y 20 de diciembre de 1987, se filmaron para Rattle and Hum. U2 cantó la frase «El pueblo vencerá» hacia el final de la canción. Bono mencionó que las Madres la usan como lema. The Edge dijo: «Estamos tan cercanos a la parte hispanohablante del mundo que sentimos que la gente en el concierto comprendería la frase». Bono añadió que, tras haber cerrado cada concierto con «40» desde 1983, decidieron utilizar desde entonces «Mothers of the Disappeared». Explicó que «si la gente de Arizona lo canta y si se incluye en el video y en el disco, lo reconocerán en cualquier lugar donde toquemos. Será un experimento interesante». Pensaban usar las imágenes de las Madres para cerrar la película, pero luego la banda decidió no hacerlo. «Pride (In the Name of Love)» fue la canción final de la interpretación en directo y «All I Want Is You» se usó para los créditos.

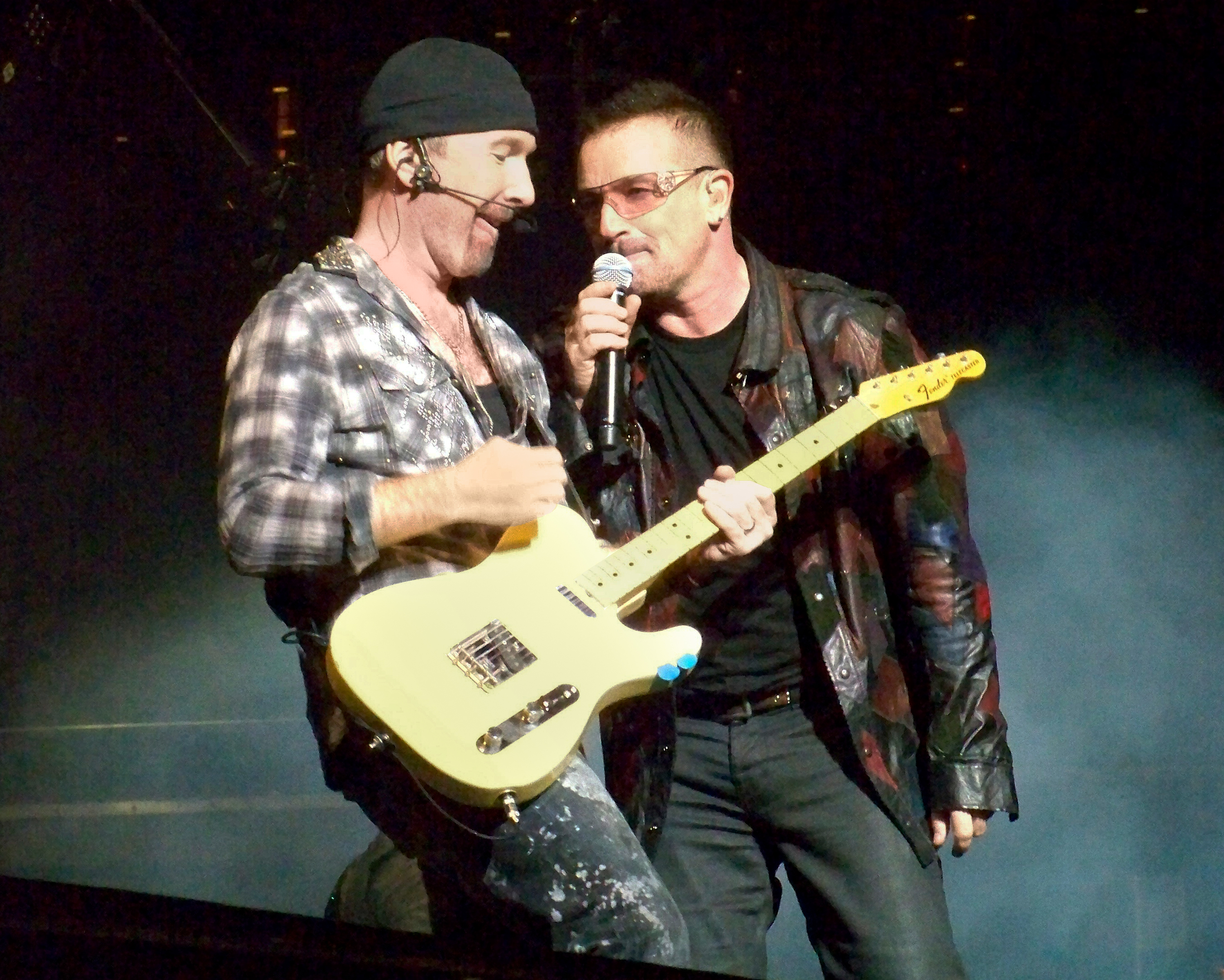
Solo Bono y The Edge interpretaron la canción en varias ocasiones, como un concierto en Buenos Aires.

Tras los siete conciertos del Joshua Tree Tour, U2 no volvió a tocar la canción hasta 1998, en la cuarta etapa de la gira PopMart Tour. Se interpretó en tres conciertos de Argentina y en uno en Chile, al final del programa. Bono cantó la frase «El pueblo vencerá» en cada ocasión. La primera interpretación fue el 5 de febrero de 1998 en Buenos Aires, donde las Madres se unieron a la banda en el escenario. Solo Bono y The Edge tocaron el tema, de espaldas a las imágenes de las Madres, transmitidas desde una pantalla de video. Hacia el final, los integrantes del grupo miraron a las Madres y aplaudieron, algo que el público imitó. Parte de la interpretación se incluyó después en el documental televisivo Classic Albums: The Joshua Tree.
El coste de las entradas era demasiado caro para muchos seguidores de Sudamérica, así que la banda transmitió en directo por televisión el concierto del 11 de febrero en Chile. Con la certeza de que mucha gente del país estaría mirando, tocaron «Mothers of the Disappeared» en vez de «Wake Up Dead Man». El estadio en el que estaban tocando había sido antes un campo de concentración del régimen de Pinochet tras el golpe de Estado. Nuevamente, fue interpretada solamente por Bono y The Edge de espaldas a la filmación sobre las Madres y las invitaron a subir al escenario por segunda vez. Las Madres llevaron fotografías de sus hijos y hablaron brevemente de ellos durante la canción, algo que tuvo en el público una recepción polarizada. Bono pidió a Pinochet que «diga a esas mujeres dónde están los restos de sus hijos».
Se interpretó de nuevo en la cuarta etapa del Vertigo Tour, el 26 de febrero de 2006 en Santiago y el 2 de marzo en Buenos Aires. Aunque toda la banda la ensayó, solo el cantante y el guitarrista interpretaron un arreglo similar al de la gira PopMart Tour. The Edge tocó el tema en un charango que el presidente de Chile, Ricardo Lagos, le había regalado a Bono aquel día. Se incluyó en tres conciertos de la tercera etapa de U2 360° Tour, en el lugar de «MLK». Le dedicaron una actuación en Estambul (Turquía) a Fehmi Tosun, un kurdo secuestrado y desaparecido en octubre de 1995. Su esposa y su hija fueron testigos del rapto, aunque nunca hubo más datos sobre su desaparición.

## Recepción

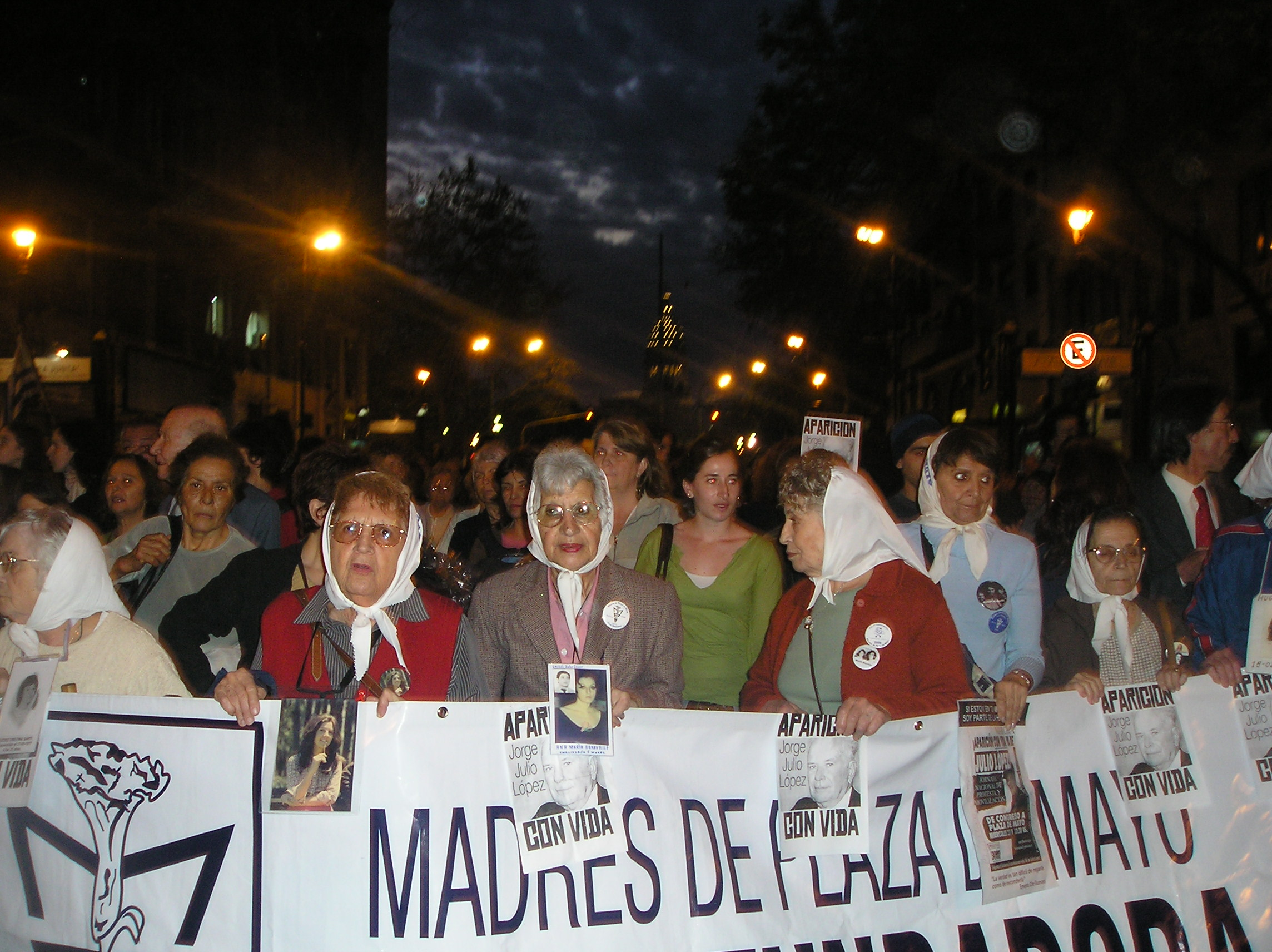
Según Luerssen la canción es «bien conocida» en América Central y del Sur y a veces las Madres «la tocan como acto de rebeldía».

«Mothers of the Disappeared» tuvo una recepción crítica favorable. Steve Morse de The Boston Globe calificó a la canción como «potente» y describió la segunda voz como similar a un coro por su ternura. Don McLee de Chicago Sun-Times la consideró «un himno a los derechos humanos». Andrian Thrills de NME se refirió a ella como un «lamento simple y despojado de tristeza y belleza sorprendente». Nicholas Jennings de Maclean's consideró que era la canción «más de actualidad» de The Joshua Tree. El periodista de música Andrew Mueller comentó que el tema era «un final intencionadamente modesto». En Rolling Stone, Steve Pond afirmó: «“Mothers of the Disappeared” está construida con imágenes desoladoras de pérdida, pero la ambientación es suave y reconstituyente: música de gran tristeza, pero también de indecible compasión, aceptación y calma». Lennox Samules de The Dallas Morning News afirmó que hay «una tristeza inefable en el canto de Bono y en imágenes como Night hangs like a prisoner / Stretched over black and blue ("La noche cuelga como un prisionero / extendida sobre azul y negro")» y la llamó «un tributo emotivo» a la gente de todo el mundo que haya perdido seres queridos debido a guerras y conflictos. Añadió: «Lo que es notable en la canción es que, pese al dolor intrínseco, permanece extrañamente limpia. Aún en medio de la podredumbre, el exceso y el horror, Bono puede hallar la esperanza y la absolución». En 2006 Bono la describió como «un bello final para el álbum» y al respecto afirmó: «Esta canción significa tanto para mí como cualquier otra del álbum, para mí todo acaba ahí». También dijo que era un tema del que «estaba muy orgulloso hoy en día».

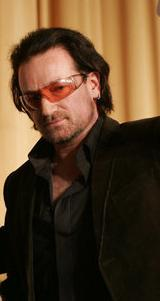
Bono dijo que «estaba muy orgulloso hoy en día» de la canción.

Barbara Jaeger de The Bergen Record comparó «Mothers of the Disappeared» con «New Year's Day» y «Pride (In the Name of Love)» y afirmó que la banda usó ambas para «concientizar políticamente e incentivar el compromiso social». Trece años más tarde, Ryan Jones, en su reseña del álbum de U2 All That You Can't Leave Behind (2000) para la misma publicación, comentó que la canción «Peace on Earth» contenía ecos de «Mothers of the Disappeared» en su letra y en el tono de la instrumentación del preludio. En su reseña del álbum de 2009 No Line on the Horizon, Mueller dijo que el cierre, «Cedars of Lebanon», «respeta esta tradición optimista e intuitiva del grupo de finalizar sus álbumes con melancolía» y la comparó con «Mothers of the Disappeared». Mcleese consideró que la canción tenía sus raíces «en la pureza folclórica de la música irlandesa tradicional». Según Luerssen la canción es «bien conocida» en América Central y del Sur, y a veces las Madres «la tocan como acto de rebeldía». Art for Amnesty citó la canción y el efecto que tuvo en difundir el mensaje humanitario de Amnistía Internacional como una de las razones por las que U2 recibió el reconocimiento Ambassador of Conscience Award otorgado por la organización en 2005.
Sobre el aplauso que el público dedicó a las Madres durante el concierto de la gira PopMart Tour en Buenos Aires, la revista de U2 Propaganda dijo que fue el resultado de «lo más emotivo que se ha visto jamás en un escenario de rock. Fue una de esas ideas que podrían haber funcionado de una u otra forma, pero la empatía evidente del público hacia esas mujeres lo hicieron un momento inolvidable». Tras la transmisión del concierto en Chile, Bono comentó: «Fue asombroso y desconcertante descubrir que en nuestra gira más pop algunos de los mejores espectáculos hayan sido en sitios politizados como en Santiago, Sarajevo, Tel Aviv, [...] allí la música significaba más que entretenimiento». Añadió: «El haber podido dirigirme al general Pinochet desde el escenario en directo en Chile y decirle: "Devuelva los muertos a los vivos. Por favor, general Pinochet, dígale a esas mujeres dónde están los restos de sus hijos e hijas" fue un momento extraordinario [...] ciertamente, en mi vida y en la de U2». Cuando le preguntaron si alguna reacción negativa del público decepcionó al grupo, Bono contestó que no y afirmó que «eso prueba para mí que el público del rock no es de cobayos. [...] Si no coinciden contigo, te lo harán saber, pero eso no significa que no sean seguidores. [...] Me sentí halagado al tocar no solo para gente que sí estaba de acuerdo con nosotros». Se consideró que la interpretación de U2 inspiró una protesta en el gobierno chileno contra Pinochet, que estaba en el proceso de convertirse en un senador vitalicio tras haber renunciado a ser el jefe de las Fuerzas Armadas. El partido opositor envió a las Madres, quienes llevaban fotos de sus hijos desaparecidos y pidieron información sobre la localización de sus cuerpos.
Se han hecho varias versiones de la canción. Vitamin String Quartet incluyó el tema en su álbum tributo de 2004 The String Quartet Tribute to U2's The Joshua Tree. Por su parte, Paddy Casey grabó una versión para el álbum de caridad hacia las víctimas del terremoto del océano Índico de 2004 Even Better Than the Real Thing Vol. 3 en 2005.

## Créditos
| U2 - Bono: cantante principal - The Edge: guitarrista, segunda voz - Adam Clayton: bajo eléctrico - Larry Mullen Jr: batería | Otros músicos - Brian Eno: teclados, sintetizador Personal técnico - Daniel Lanois: mezcla - Flood: grabación |